# Eisenbahn auf Ærø
| Güterwagen auf Ærø                                          |                      |               |               |
| Karte von Ærø                                               |                      |               |               |
| Spurweite:                                                  | 1435 mm (Normalspur) |               |               |
|                                                             |                      |               |               |
| \| \| \| von Svendborg \| \| \| \| Ærøskøbing \|            |                      |               |               |
| Eisenbahnfähre (Strecke außer Betrieb)                      |                      | von Svendborg | von Svendborg |
| Betriebs-/Güterbahnhof Streckenende (Strecke außer Betrieb) |                      | Ærøskøbing    | Ærøskøbing    |

Die Eisenbahn auf Ærø (dänisch Ærøbanen) bestand lediglich aus einem Schiffsanleger und einer Gleisverbindung zur Gärtnerei Paradiset in Ærøskøbing. Der Bahnanschluss war Eigentum der Fährgesellschaft A/S Dampskibsselskabet Ærø.

## Geschichte
Die Eisenbahnfährstrecke zwischen Ærøskøbing und Svendborg sowie die Bahnanlagen am Hafen wurden am 17. Juli 1931 eingeweiht, nachdem bereits am 9. Oktober 1875 das erste Schiff auf dieser Route fuhr. Noch 1989 wurden 1030 Güterwagen mit 10.200 Tonnen Fracht übergesetzt. Der Verschub der Wagen auf der Insel erfolgte mit einem Traktor, der an beiden Enden mit einer Eisenplatte mit Pufferbreite ausgestattet war. Am hinteren Ende hatte er zudem einen Kupplungshaken.
Der Fährbetrieb mit Eisenbahnwagen wurde 1995 eingestellt, A/S Dampskibsselskabet Ærø war die letzte nichtstaatliche Reederei Dänemarks, die Eisenbahnwagen beförderte.
Spuren der einstigen Eisenbahnverbindung waren in Ærøskøbing noch einige Jahre zu finden. Ein Güterwagen und ein Gleisstück erinnerten an die Zeit, als die Betriebe im Hafengebiet ihre Lieferungen per Eisenbahnwagen bekamen. Regulären Eisenbahnverkehr hat es auf Ærø nie gegeben.
Der Güterwagen DSB Gs 498 wurde Ende 2012 versteigert und wurde bis zum Jahresende entfernt.

## Planungen
1929 wurde der Bau einer Eisenbahnstrecke auf Ærø geplant, die von Marstal über Ærøskøbing nach Søby führen sollte. Von  Marstal aus sollte eine Eisenbahnfähre nach Rudkøbing auf Langeland fahren, ebenso wie von Ærøskøbing und Søby eine weitere Eisenbahnfähre nach Svendborg und Fåborg auf Fünen. Diese Pläne wurden nie ausgeführt.

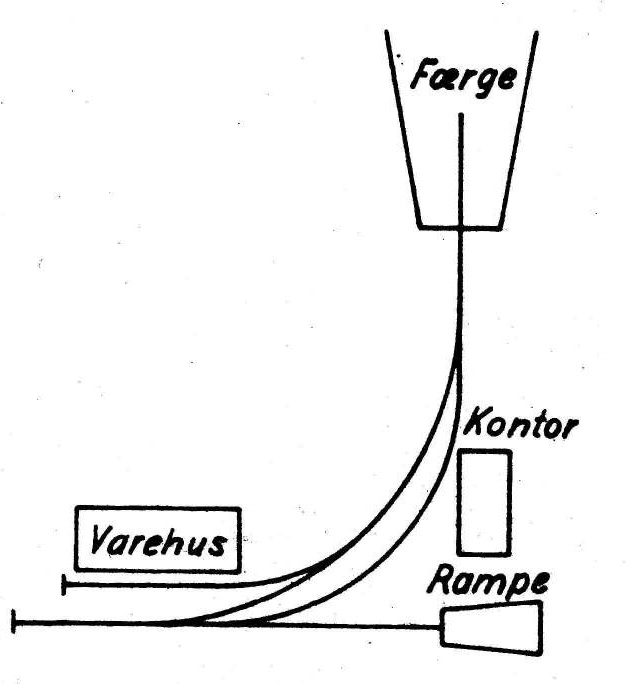
Gleisplan im Hafen von Ærøskøbing

## Eingesetzte Schiffe
Als erste Eisenbahnfähre wurde das eingleisige Dampfschiff Ærø eingesetzt, die bis 1967 zur Verfügung stand. Das Schiff konnte vier Güterwagen aufnehmen. 1951 wurde das Schiff überholt und verlängert. Nach der 1960 erfolgten Inbetriebnahme der Ærøsund wurde das Schiff bis 1967 nur noch in Spitzenzeiten eingesetzt.
Von 1955 bis 1958 fuhr die Ærøskøbing, die ebenfalls vier Güterwagen aufnehmen konnte.
Am 28. Mai 1960 übernahm die A/S Dampskibsselskabet Ærø von der Husumer Schiffswerft die neue Motorfähre Ærøsund (873 BRZ). Sie hatte Platz für 40 bis 42 Kraftfahrzeuge oder sechs Eisenbahnwagen. Mit zwei MaK-Dieselmotoren erreichte der 54,75 m lange und 9,32 m breite Neubau eine Geschwindigkeit von 13 Knoten bei einem Tiefgang von 2,5 m. Sie war die größte private Eisenbahnfähre Dänemarks und konnte 700 Passagiere zwischen Svendborg auf Fünen und Ærø befördern.
1969/1970 war zeitweise die Lolland auf dieser Linie in Betrieb, die normalerweise zwischen Spodsbjerg und Nakskov oder zwischen Rudkøbing und Svendborg verkehrte.